# Ray Bolger
Ray Bolger, ursprungligen Raymond Wallace Bulcao, född 10 januari 1904 i Dorchester i Boston, Massachusetts, död 15 januari 1987 i Los Angeles, Kalifornien, var en amerikansk skådespelare samt sång- och dansartist.
Bolger tog danslektioner och för att finansiera dessa hade han diverse arbeten, bland annat som dammsugarförsäljare och banktjänsteman. Han framträdde sedan i flera amatörshower innan sin professionella debut 1923. Han kom så småningom till Broadway och gjorde sedan filmdebut 1936.
Bolger är mest känd för sin roll som Fågelskrämman i Trollkarlen från Oz (1939).

## Filmografi i urval
- 1936 – Den store Ziegfeld
- 1937 – Rosalie
- 1939 – Trollkarlen från Oz
- 1943 – Den stora stjärnparaden
- 1946 – The Harvey Girls
- 1953 – April i Paris
- 1961 – Babes in Toyland
- 1962 –	The Red Skelton Show
- 1970–1972 – The Partridge Family (TV-serie)
- 1975 – Glädjespridaren
- 1977–1979 – Kärlek ombord (TV-serie)
- 1978 – Baretta (TV-serie)
- 1978–1982 – Fantasy Island (TV-serie)
- 1978–1979 – Lilla huset på prärien (TV-serie) – Toby Noe
- 1979 – Battlestar Galactica (TV-serie)
- 1982 – Annie
- 1984 – Diff'rent Strokes (TV-serie)
- 1985 – That's Dancing!